# Platycoelia valida
Platycoelia valida är en skalbaggsart som beskrevs av Hermann Burmeister 1844. Platycoelia valida ingår i släktet Platycoelia och familjen Rutelidae. Inga underarter finns listade i Catalogue of Life.